# د دد ودر
دِ دِد وِدِر (به انگلیسی: The Dead Weather) یک ابرگروه آلترنتیو راک آمریکایی است که در سال ۲۰۰۹ در نشویل، تنسی پایه‌گذاری شد. اعضای گروه را الیسون ماس‌هارت (عضو د کیلز و دیسکانت)، جک وایت (عضو وایت استرایپس و راکانترز)، دین فرتیتا (عضو کویینز آو د استون ایج) و جک لاورنس (عضو راکانترز و د گرین‌هورنز) تشکیل می‌دهند.
گروه در تاریخ ۱۱ مارس ۲۰۰۹ و در مراسم گشایش مقر اصلی شرکت نشر ترد من رکوردز در نشویل معرفی شدند. آن‌ها اولین اجرای زنده‌شان را طی آن مراسم برگزار کردند و این پیش از انتشار اولین تک‌آهنگشان با نام «Hang You from the Heavens»
بود. د دد و در اولین آلبوم استودیی‌شان به‌نام Horehound را در ۱۴ ژوئیهٔ ۲۰۰۹ و با لیبل تیرد من رکوردز روانهٔ بازار کردند. آلبوم با استقبال مناسبی روبرو شد، در بیلبورد ۲۰۰ تا ردهٔ ۶اُم و در جدول پرفروش‌ترین‌های بریتانیا تا ردهٔ ۱۴اُم صعود کرد.
آلبوم دوم گروه با نام دریای بُزدل‌ها ابتدا در ۷ مه ۲۰۱۰ در ایرلند و در ۱۰اُم و ۱۱اُم همان ماه به‌ترتیب در بریتانیا و آمریکا منتشر شد. اولین تک‌آهنگ این آلبوم «Die by the Drop» بود که در ۳۰ مارس ۲۰۱۰ منتشر شده‌بود.

## نگارخانه

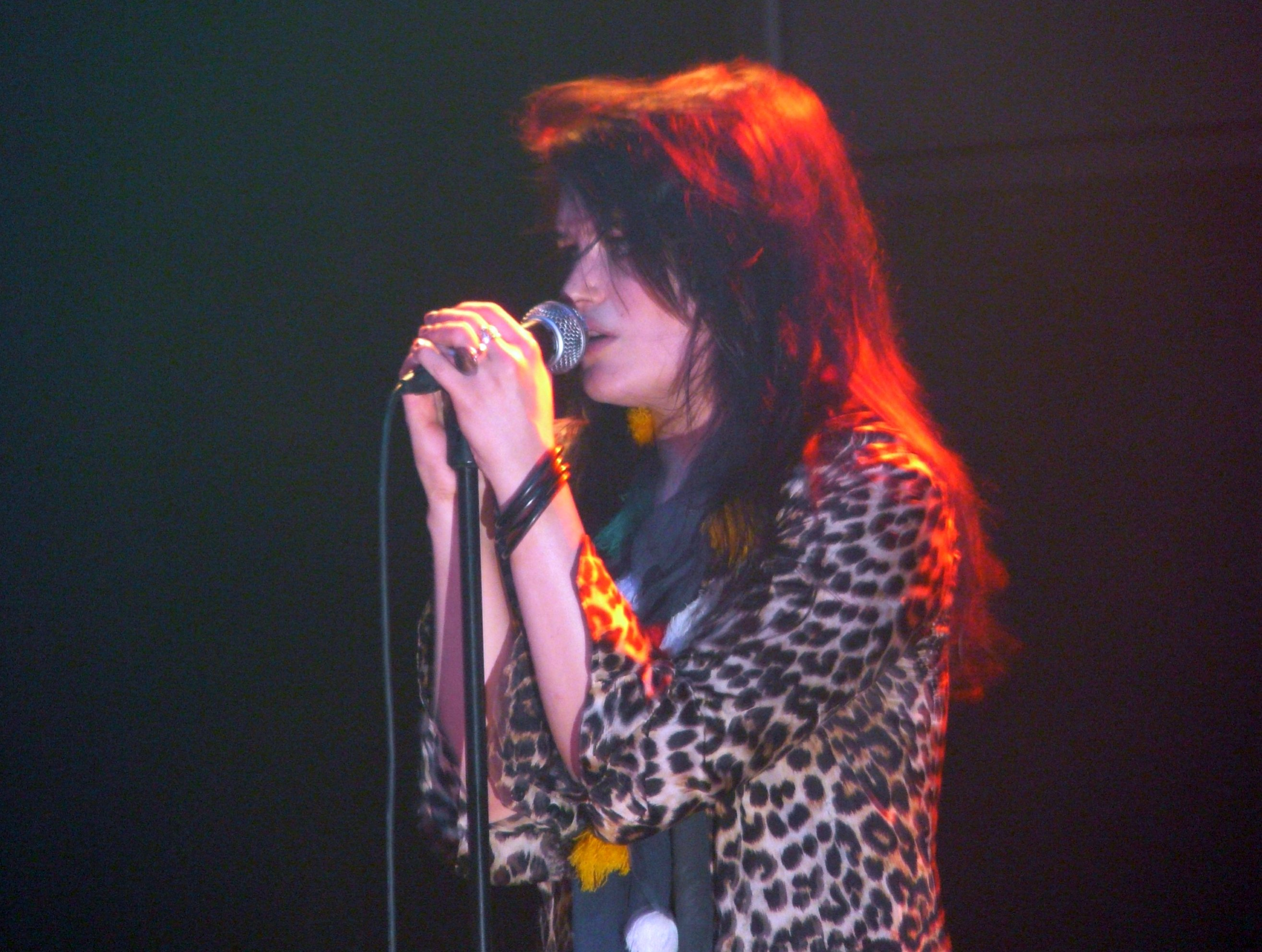
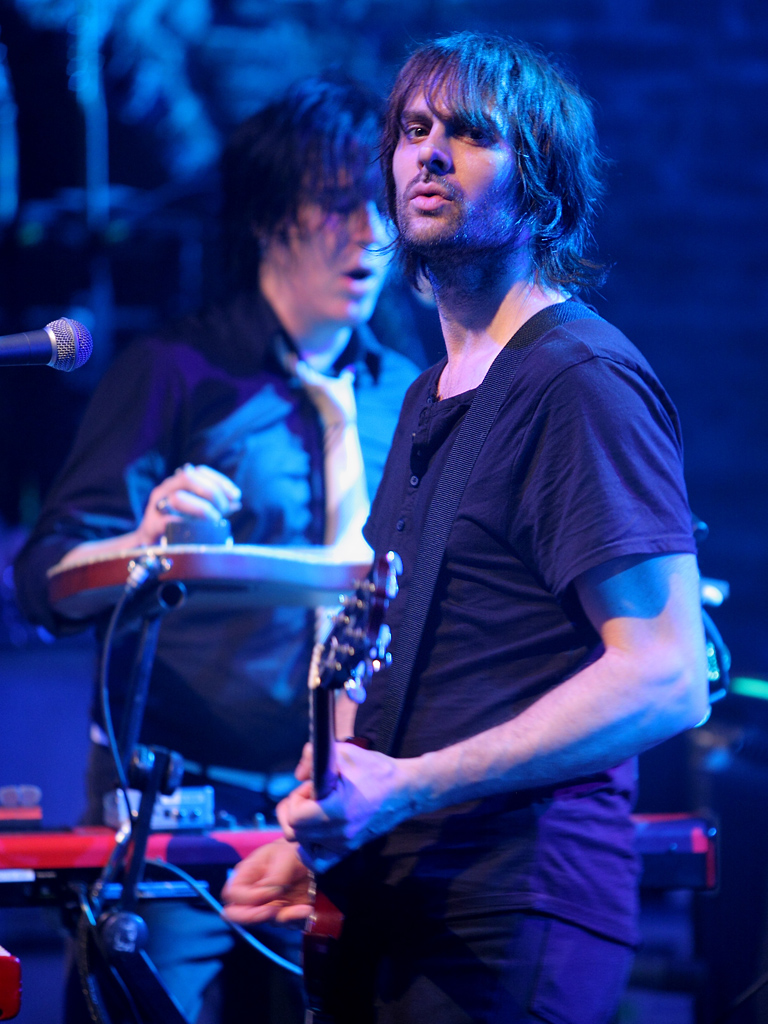
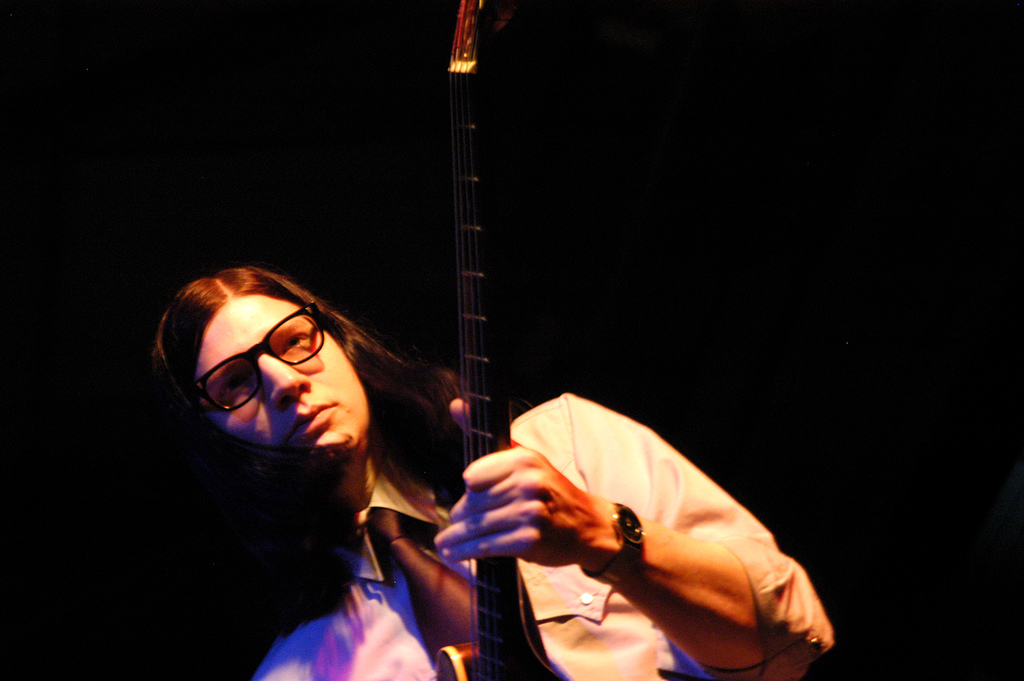
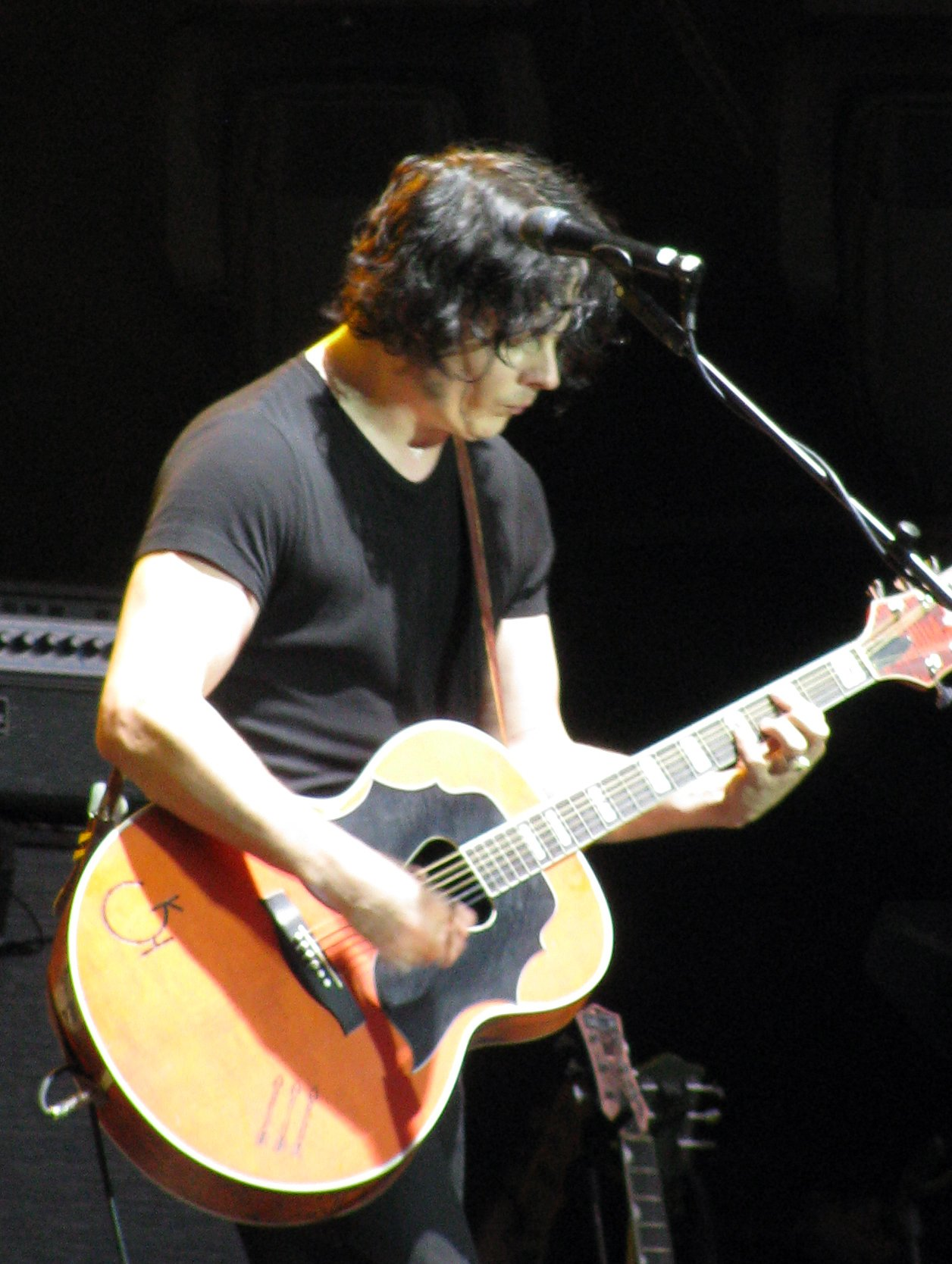